# チクワワ
チクワワ（Chikwawa）はマラウイの町である。チクワワ県の県都である。